# Psathyrocaris hawaiiensis
Psathyrocaris hawaiiensis är en kräftdjursart som beskrevs av M. J. Rathbun 1906. Psathyrocaris hawaiiensis ingår i släktet Psathyrocaris och familjen Pasiphaeidae. Inga underarter finns listade i Catalogue of Life.